# Dani Carvajal
Daniel Carvajal Ramos (phát âm tiếng Tây Ban Nha: [daˈnjel kaɾβaˈxal ˈramos]; sinh ngày 11 tháng 1 năm 1992), thường được biết đến với tên gọi Dani Carvajal, là một cầu thủ bóng đá chuyên nghiệp người Tây Ban Nha hiện đang thi đấu ở vị trí hậu vệ phải cho câu lạc bộ La Liga Real Madrid và đội tuyển bóng đá quốc gia Tây Ban Nha. Được đánh giá là một trong những hậu vệ phải xuất sắc nhất thế giới trong thế hệ của mình, anh đã gắn bó toàn bộ sự nghiệp của mình trong màu áo Real Madrid, ngoại trừ mùa giải 2012–13 thì anh thi đấu cho đội bóng Đức Bayer Leverkusen.
Ở cấp độ quốc tế trẻ, Carvajal đã chiến thắng Giải vô địch châu Âu năm 2011 với đội hình U19 và giải năm 2013 với đội tuyển U-21. Anh lần đầu ra mắt đội tuyển quốc gia vào năm 2014, đại diện cho nước Tây Ban Nha tại hai kỳ FIFA World Cup vào các năm 2018 và 2022, và giành chức vô địch tại UEFA Euro 2024. Anh cũng là người ghi bàn luân lưu quyết định trong trận chung kết của UEFA Nations League 2023 để giúp cho Tây Ban Nha lần đầu vô địch giải đấu này.

## Sự nghiệp câu lạc bộ

### Real Madrid B
Carvajal được sinh ra ở Leganés, một vùng ngoại ô của Madrid. Anh gia nhập lò đào tạo trẻ của Real Madrid lúc mới 10 tuổi, và vượt qua các cấp bậc cho đến khi đạt tới Real Madrid Castilla năm 2010.
Trong mùa giải đầu tiên của mình, Carvajal có mặt trong đội hình chính, và cũng là đội trưởng của đội. Ở mùa giải sau, thậm chí anh còn chơi tốt hơn (38 trận và 2 bàn thắng, bao gồm cả play-off) và giúp đội B trở lại Segunda División sau 5 năm vắng mặt.

### Bayer Leverkusen
Ngày 11 tháng 7 năm 2012, sau khi không thể xuất hiện trong đội một của Real, Carvajal đã ký một hợp đồng 5 năm với Bayer Leverkusen của Đức với mức phí chuyển nhượng 5 triệu Euro. Cầu thủ người Tây Ban Nha ra giá khoảng 6,5 triệu Euro để gia hạn hợp đồng sau một mùa giải, 7 triệu Euro sau hai mùa giải và khoảng 8,5 triệu Euro sau ba mùa.
Carvajal đã ra mắt ở Bundesliga vào ngày 1 tháng 9 năm 2012 trong chiến thắng 2-0 trước SC Freiburg trên sân nhà, sau đó anh có tên trong Đội hình tiêu biểu. Anh ghi bàn thắng đầu tiên cho câu lạc bộ mới của mình vào ngày 25 tháng 11, bàn thứ hai trong trận thắng 2-1 trước TSG 1899 Hoffenheim.
Carvajal đã được chọn là một trong ba hậu vệ cánh phải tốt nhất vào cuối mùa giải đầu tiên và duy nhất của mình, sau Philipp Lahm của Bayern Munich và Atsuto Uchida của Schalke. Anh nhận được 16% tổng số phiếu bầu từ người hâm mộ.

### Real Madrid
Ngày 3 tháng 6 năm 2013, Real Madrid quyết định mua lại Carvajal, người đã trở thành bản hợp đồng đầu tiên của đội cho mùa giải 2013-14 với mức phí chuyển nhượng khoảng 6,5 triệu Euro. Điều này được đồng ý bởi chủ tịch của Bayer, Rudi Völler, người đã nói: "Real Madrid nhận thấy những màn trình diễn xuất sắc của Dani, và đó chỉ là vấn đề thời gian trước khi họ lựa chọn quyết định mua lại của họ". Một thời gian ngắn sau khi rời đi, anh đã nói về hạnh phúc của mình khi trở về, cám ơn chủ tịch, người hâm mộ và câu lạc bộ tại một cuộc họp báo.
Carvajal ra mắt tại La Liga vào ngày 18 tháng 8 năm 2013, trong một chiến thắng 2-1 trước Real Betis. Một tháng sau đó anh đã có trận đấu đầu tiên của mình tại UEFA Champions League, chơi toàn bộ 90 phút trong một trận đấu thắng Galatasaray 6-1 trên sân khách trong vòng bảng.
Carvajal đã xuất hiện trong 45 trận đấu ở mùa giải đầu tiên của anh ấy và ghi 2 bàn trong các trận đấu với Rayo Vallecano và CA Osasuna. Anh có thêm 120 phút trong trận chung kết UEFA Champions League, một chiến thắng 4-1 trước Atlético de Madrid.

## Sự nghiệp quốc tế
Carvajal là phương án dự phòng của Martín Montoya của Barcelona tại UEFA European U-21 Championship 2013, chơi trong trận đấu thắng 3-0 trước Hà Lan trong vòng bảng giúp Tây Ban Nha đi vào vòng trong. Anh đã được lựa chọn bởi huấn luyện viên Vicente del Bosque cho 30 người trong đội hình tạm thời cho FIFA World Cup 2014, được chọn cùng với tất cả các cầu thủ Real Madrid và Atlético Madrid khác từ trận đấu khởi động với Bolivia vào ngày 30 tháng 5, và bị bỏ đi trong danh sách cuối cùng vào ngày hôm sau.
Ngày 29 tháng 8 năm 2014, anh được gọi vào đội tuyển lần đầu tiên, cho các trận đấu với Pháp và Macedonia. Anh đã ra mắt vào ngày 4 tháng 9 trong trận giao hữu thua 1-0 trước Pháp.

## Thống kê sự nghiệp

### Câu lạc bộ
Tính đến ngày 9 tháng 7 năm 2025.
| Câu lạc bộ           | Mùa giải            | Giải đấu            | Giải đấu | Giải đấu | Cúp quốc gia | Cúp quốc gia | Châu Âu | Châu Âu | Khác | Khác | Tổng cộng | Tổng cộng |
| Câu lạc bộ           | Mùa giải            | Hạng đấu            | Trận     | Bàn      | Trận         | Bàn          | Trận    | Bàn     | Trận | Bàn  | Trận      | Bàn       |
| -------------------- | ------------------- | ------------------- | -------- | -------- | ------------ | ------------ | ------- | ------- | ---- | ---- | --------- | --------- |
| Real Madrid Castilla | 2010–11             | Segunda División    | 30       | 1        | —            | —            | —       | —       | 0    | 0    | 30        | 1         |
| Real Madrid Castilla | 2011–12             | Segunda División    | 38       | 2        | —            | —            | —       | —       | 0    | 0    | 38        | 2         |
| Real Madrid Castilla | Tổng cộng           | Tổng cộng           | 68       | 3        | —            | —            | —       | —       | 0    | 0    | 68        | 3         |
| Bayer Leverkusen     | 2012–13             | Bundesliga          | 32       | 1        | 2            | 0            | 2       | 0       | —    | —    | 36        | 1         |
| Real Madrid          | 2013–14             | La Liga             | 31       | 2        | 4            | 0            | 10      | 0       | —    | —    | 45        | 2         |
| Real Madrid          | 2014–15             | La Liga             | 30       | 0        | 3            | 0            | 5       | 0       | 5    | 0    | 43        | 0         |
| Real Madrid          | 2015–16             | La Liga             | 22       | 0        | 0            | 0            | 8       | 1       | —    | —    | 30        | 1         |
| Real Madrid          | 2016–17             | La Liga             | 23       | 0        | 4            | 0            | 11      | 0       | 3    | 1    | 41        | 1         |
| Real Madrid          | 2017–18             | La Liga             | 25       | 0        | 4            | 0            | 8       | 0       | 4    | 0    | 41        | 0         |
| Real Madrid          | 2018–19             | La Liga             | 24       | 1        | 4            | 0            | 6       | 0       | 3    | 0    | 37        | 1         |
| Real Madrid          | 2019–20             | La Liga             | 31       | 1        | 2            | 0            | 7       | 0       | 2    | 0    | 42        | 1         |
| Real Madrid          | 2020–21             | La Liga             | 13       | 0        | 0            | 0            | 2       | 0       | 0    | 0    | 15        | 0         |
| Real Madrid          | 2021–22             | La Liga             | 24       | 1        | 0            | 0            | 11      | 0       | 1    | 0    | 36        | 1         |
| Real Madrid          | 2022–23             | La Liga             | 27       | 0        | 3            | 0            | 11      | 0       | 4    | 0    | 45        | 0         |
| Real Madrid          | 2023–24             | La Liga             | 28       | 4        | 1            | 0            | 10      | 1       | 2    | 1    | 41        | 6         |
| Real Madrid          | 2024–25             | La Liga             | 8        | 1        | 0            | 0            | 2       | 0       | 2    | 0    | 12        | 1         |
| Real Madrid          | 2025–26             | La Liga             | 0        | 0        | 0            | 0            | 0       | 0       | 0    | 0    | 0         | 0         |
| Real Madrid          | Tổng cộng           | Tổng cộng           | 286      | 10       | 25           | 0            | 91      | 2       | 26   | 2    | 428       | 14        |
| Tổng cộng sự nghiệp  | Tổng cộng sự nghiệp | Tổng cộng sự nghiệp | 386      | 14       | 27           | 0            | 93      | 2       | 26   | 2    | 532       | 18        |

1. ↑  Bao gồm DFB-Pokal, Copa del Rey
2. ↑  Số lần ra sân tại UEFA Europa League
3. 1 2 3 4 5 6 7 8 9 10 11 12  Số lần ra sân tại UEFA Champions League
4. ↑  Một lần ra sân tại UEFA Super Cup, hai lần ra sân tại Supercopa de España, hai lần ra sân tại FIFA Club World Cup
5. ↑  Một lần ra sân và một bàn thắng tại UEFA Super Cup, hai lần ra sân tại FIFA Club World Cup
6. ↑  Một lần ra sân tại UEFA Super Cup, một lần ra sân tại FIFA Club World Cup, hai lần ra sân tại Supercopa de España
7. ↑  Một lần ra sân tại UEFA Super Cup, hai lần ra sân tại FIFA Club World Cup
8. 1 2 3  Số lần ra sân tại Supercopa de España
9. ↑  Hai lần ra sân tại Supercopa de España, một lần ra sân tại UEFA Super Cup, một lần ra sân tại FIFA Club World Cup
10. ↑  Một lần ra sân tại UEFA Super Cup, một lần ra sân tại FIFA Club World Cup

### Quốc tế

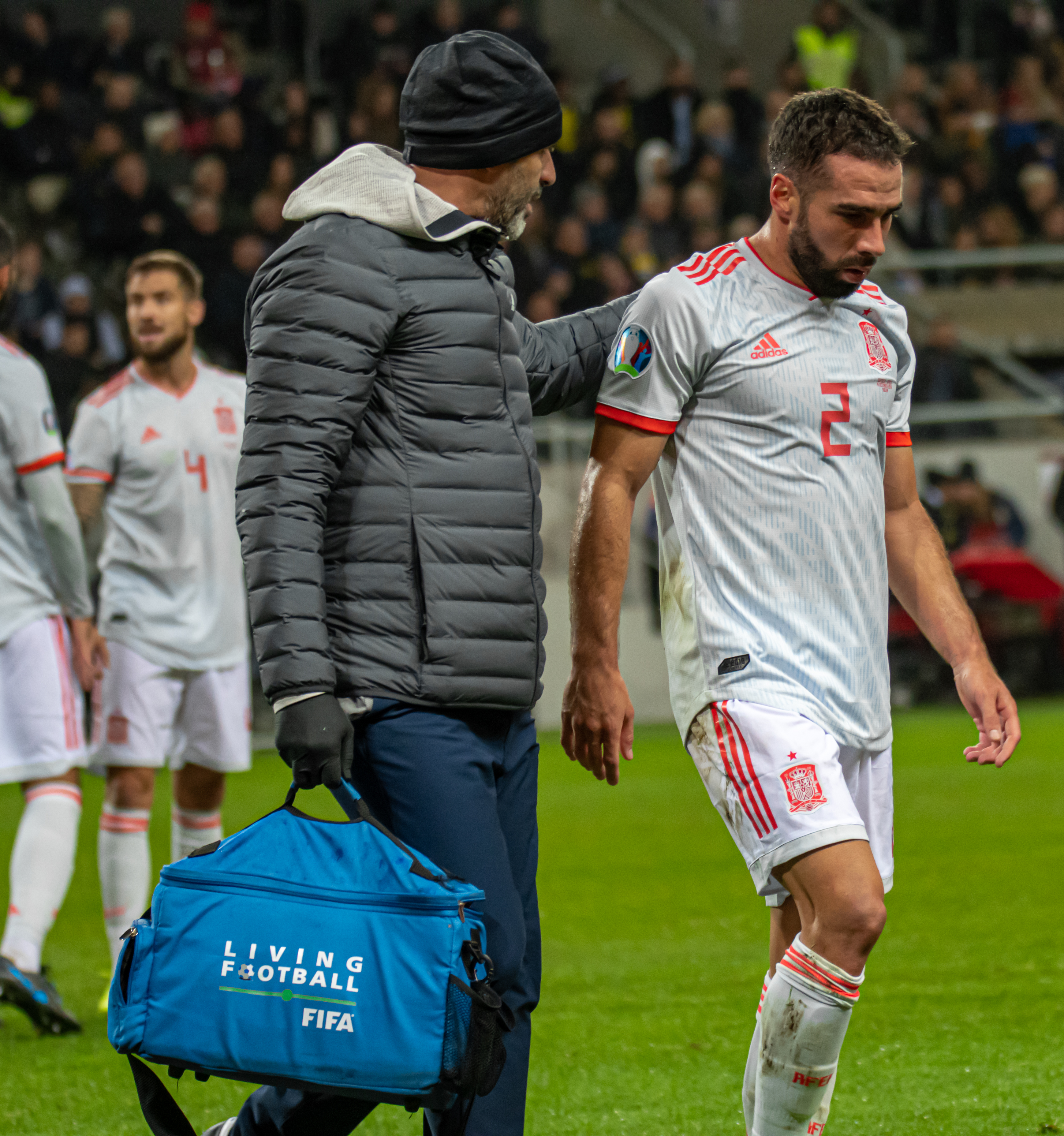
Carvajal (phải) chơi cho Tây Ban Nha năm 2019

Tính đến ngày 8 tháng 9 năm 2024
| Đội tuyển quốc gia | Năm       | Trận | Bàn |
| ------------------ | --------- | ---- | --- |
| Tây Ban Nha        | 2014      | 2    | 0   |
| Tây Ban Nha        | 2015      | 3    | 0   |
| Tây Ban Nha        | 2016      | 4    | 0   |
| Tây Ban Nha        | 2017      | 4    | 0   |
| Tây Ban Nha        | 2018      | 7    | 0   |
| Tây Ban Nha        | 2019      | 4    | 0   |
| Tây Ban Nha        | 2020      | 1    | 0   |
| Tây Ban Nha        | 2021      | 1    | 0   |
| Tây Ban Nha        | 2022      | 7    | 0   |
| Tây Ban Nha        | 2023      | 9    | 0   |
| Tây Ban Nha        | 2024      | 9    | 1   |
| Tổng cộng          | Tổng cộng | 51   | 1   |

Tính đến 15 tháng 6 năm 2024
Điểm số và kết quả liệt kê số bàn thắng của Tây Ban Nha trước.
| No. | Ngày                | Địa điểm                    | Lần ra sân | Đối thủ | Bàn thắng | Kết quả | Giải đấu       |
| --- | ------------------- | --------------------------- | ---------- | ------- | --------- | ------- | -------------- |
| 1   | 15 tháng 6 năm 2024 | Olympiastadion, Berlin, Đức | 45         | Croatia | 3–0       | 3–0     | UEFA Euro 2024 |

## Danh hiệu

### Câu lạc bộ

#### Real Madrid Castilla
- Segunda División B: 2011–12

#### Real Madrid
- La Liga: 2016–17, 2019–20, 2021–22, 2023–24[22]
- Copa del Rey: 2013–14, 2022–23
- Supercopa de España: 2017, 2019–20, 2021–22, 2023–24
- UEFA Champions League: 2013–14, 2015–16, 2016–17, 2017–18, 2021–22, 2023–24
- UEFA Super Cup: 2014, 2016, 2017, 2022, 2024
- FIFA Club World Cup: 2014, 2016, 2017, 2018, 2022

### Quốc tế

#### U-19 Tây Ban Nha
- Giải vô địch bóng đá U-19 châu Âu: 2011

#### U-21 Tây Ban Nha
- Giải vô địch bóng đá U-21 châu Âu: 2013

#### Tây Ban Nha
- UEFA European Championship: 2024[23]
- UEFA Nations League: 2022–23